# Кумарасамбхава
«Кумарасамбха́ва» (санскр. कुमारसम्भव; IAST: Kumārasambhava; «Рождение Кумары») — санскритская эпическая поэма авторства великого индийского поэта Калидасы. Это вторая по счёту эпическая поэма автора, которая наряду с «Рагхувамшей» является образцом классического жанра, который в санскритской поэтике называют «махакавья». Считается, что только первые восемь песней поэмы принадлежат перу Калидасы. Остальные девять песен были добавлены позднее и являются заметно более слабыми в художественном отношении.